# Federica Matelli
Federica Matelli es una investigadora, comisaria independiente y docente italiana especializada en arte contemporáneo, filosofía y estudios culturales. Su investigación se centra en la intersección entre práctica artística y vida cotidiana desde una perspectiva interdisciplinar que abarca estética, sociología, pensamiento posthumanista y materialismos filosóficos. Su trabajo refleja un compromiso con el pensamiento crítico contemporáneo y el arte como herramienta de transformación social. Forma parte del equipo curatorial del Festival Panoràmic, dirigido por Joan Fontcuberta, Laia Casanova y Albert Gusi.

## Formación académica y carrera profesional
Matelli es licenciada en Filosofía por la Universidad de Pisa. Realizó un máster en Comisariado y Prácticas Culturales en Arte y Nuevos Medios en ESDI – Universidad Ramon Llull, coordinado por MECAD. Obtuvo el doctorado en Sociedad y Cultura (especialidad en Teoría e Historia del Arte Contemporáneo) en la Universidad de Barcelona, con la tesis Nuevas perspectivas para lo cotidiano en el arte contemporáneo. Del marco textual al marco especulativo. 1980–2014, dirigida por Anna Maria Guasch.
Actualmente es profesora del máster en Gestión Artistica y Cultural en la Universidad Internacional de Cataluña (UIC), donde imparte la asignatura Sociedad y Cultura en el Siglo XXI. También enseña Pensamiento Moderno y Prácticas Artísticas en el grado en Bellas Artes en BAU. Centro Universitario de Artes y Diseño de Barcelona. Es miembro del grupo de investigación Art Globalization Interculturality (AGI) de la UB. Como comisaria ha trabajado con instituciones como Hangar, CCCB, el Ayuntamiento de Barcelona, Espai Souvenir, Galería Isabel Hurley,  Festival Loop, entre otras.

## Exposiciones destacadas
- 7642. Siempre estaré para ti (2025): Ciclo TEMPORALS, Barcelona. Reflexión sobre la identidad adolescente digital.
- Love Collapse (2023): Espai Souvenir, Barcelona. Instalaciones sobre relaciones emocionales en la era digital.
- Ciutat. El futur no té data (2021): Sala Moncunill, Terrassa. Reconocida con un premio Laus ADG-FAD en 2022 (catálogo).

## Publicaciones destacadas
- Ciutat. El futuro no tiene fecha.[2] Libro del Ciclo Terrassa Comissariat (2021). Editado por Terrassa Ars Visuals, Sala Moncunill, EspaiDos, Ayuntament de Terrassa. Terrassa, España. El libro ha ganado un prestigioso premio ADG Laus 2022 (bronce) de Diseño Gráfico y Comunicación Visual. Emitidos por FAD. ADG-FAD y FAD, institución del Fomento de las Artes y el Diseño y un bronce en los Premios Internacionales de Diseño y Publicidad ADC*E Europe.
- “Speculations on Anonymous Materials”: la especulación sobre la materialidad del capitalismo artístico como respuesta crítica a la estetización de la vida cotidiana”.[3] Artículo científico (2017). En: Artnodes. Journal on Art, Science and Technology. SPECIAL ISSUE: Art & Speculative Futures. Revista científica Indexada de la Universidad Oberta de Catalunya.
- Lo cotidiano en las prácticas artísticas contemporáneas: hacia el régimen poético-especulativo. El caso de Nicolás Lamas[4]. Artículo científico (2016). En: Artnodes. Journal on Art, Science and Technology. Art Matters II. Revista científica Indexada de la Universidad Oberta de Catalunya.
- Ansiedad del complejo temporal[5] (2023). Traducción publicada en Xenomórfica Magazine.
- Julia Calvo: la estética del materialismo efímero[6] (2023). En La Colección de textos de Hangar.
- Intervalos cotidianos. El ciclo, la casa y la rutina. Tiempo, privacidad y hábito en la visión de Rita Felsky[7] (2022). En Revista Dobra, Lisboa.

## Participación en congresos y conferencias
- Alien Times (2023). Conferencia en La Virreina Centre de la Imatge junto a Armen Avanessian.
- Post-human translation… (2019). UnConference, Universidad de Nicosia, Chipre.
- Speculations on Anonymous Materials (2016). Universidad Abierta de Cataluña.

## Reconocimientos
- Premio ADG Laus categoría de diseño gráfico - bronce (2022).
- Beca de la Universidad de Plymouth para congreso internacional (2019).
- Beca MECAD, residencia en ZKM | Centro de Arte y Medios Tecnológicos de Karlsruhe (2006).

## Vida personal
Matelli mantiene una vida privada reservada.